# Loi sur le Barreau
La  Loi sur le Barreau est la loi québécoise qui organise et réglemente la profession d'avocat au Québec.
Bien que, comme son nom l'indique, il s'agit de la loi constitutive de l'ordre professionnel des avocats, le Barreau du Québec, la loi a une portée plus large que cela car elle prévoit plusieurs règles de droit substantif applicables à la profession d'avocat.
La loi énonce les règles relatives à l'exercice illégal de la profession d'avocat, elle énonce quels actes professionnels sont du ressort exclusif de l'avocat, elle réglemente l'usage des titres d'avocat à la retraite et de conseiller en loi, elle définit les services justifiant  des honoraires et elle énonce l'obligation de conserver le secret absolu des confidences des clients de l'avocat.
En cas d'infraction aux règles de la Loi sur le Barreau, l'art. 140 L.B. prévoit qu'une poursuite pénale peut être intentée par le Barreau en vertu de l'article 10 du Code de procédure pénale.
La Loi sur le Barreau est aussi la loi habilitante des règlements relatifs à l'exercice de la profession d'avocat, tels que le Code de déontologie des avocats, le Règlement sur la comptabilité et les normes d'exercice professionnel des avocats, le Règlement sur l'inspection professionnelle des avocats, le Règlement sur l'exercice de la profession d'avocat en société et en multidisciplinarité, le Règlement sur le fonds d'indemnisation du Barreau du Québec, le Règlement sur la formation continue obligatoire des avocats, le Règlement sur la formation professionnelle des avocats